# Змеиный (остров)
Змеи́ный (до 1930-х годов также Фидони́си, Федониси или Фидонизи с вариантом Шерпилор; укр. Зміїний, рум. Insula Șerpilor, др.-греч. Λευκή, греч. Φιδονήσι, тур. Yilan Adası) — остров в Чёрном море. Входит в состав Измаильского района Одесской области Украины.
Расположенный на Змеином населённый пункт имеет официальный статус посёлка (посёлок Белое). В посёлке имеются: почта, музей, отделение банка. В 2007 году обсуждалось строительство на острове православного храма.
Статус Змеиного имел важное значение при рассмотрении в Международном суде ООН территориального спора между Румынией и Украиной о делимитации континентального шельфа и исключительной экономической зоны, богатых запасами нефти и газа. 3 февраля 2009 года было вынесено решение, по которому Змеиный признан островом, а не скалой, что пыталась доказать Румыния.
С 24 февраля 2022 года был захвачен российскими войсками в рамках вторжения на Украину. 30 июня 2022 года был оставлен ВС РФ после ударов, нанесённых со стороны Украины.

## География
Остров Змеиный расположен примерно в 35 километрах восточнее материкового побережья на широте дельты Дуная. Имеет крестообразную форму, площадь составляет 20,5 гектара; расстояние между крайними точками — 615 и 560 метров. Ближайший населённый пункт на побережье — румынский город Сулина. Ближайший населённый пункт Украины — город Вилково.

### Рельеф и геологическое строение

Образован крепкими горными породами и имеет скалистые обрывистые берега, высота берегов достигает 4—5 м в северо-восточной части и 25 м в юго-западной. Максимальная высота — 41,3 м над уровнем моря. Берега в основном обрывистые, но существуют и четыре пляжа: «Дамский», «Дергач», «Золотой» и «Бандитский». Остров является единственным тектоническим поднятием на большом (64 000 км²) северо-западном шельфе Чёрного моря, значительно удалён от берегов. Состоит из осадочных пород, чередующихся с кварцитовыми песчаниками, кварцевыми конгломератами и пестроцветными отложениями. На острове есть расщелины и гроты, уходящие вглубь материковой скалы. Это естественные подземные полости, появившиеся в результате экзогенных геологических процессов.

### Климат
Климат на острове умеренный, степной, с частыми ветрами, изменениями погоды и высокой влажностью воздуха. Средняя температура зимой колеблется от 0 до +2 °С, летом — от +19 до +24 °С. Абсолютный максимум температуры +40 °С, абсолютный минимум −30 °С. Среднегодовая сумма осадков около 300 мм.

### Флора
На сравнительно малом слое почвы острова растут степные травы. На острове отсутствовала древесная растительность. Рядом со зданиями высажены несколько акаций, и фруктовых деревьев. Строения прикрывают их от солёной пены и палящего солнца, в результате чего растения прижились.

### Фауна
Перелётные птицы используют остров для отдыха во время сезонных миграций. В весенний период на Змеином наблюдаются до 234 видов птиц. Течением Дуная, напротив дельты которого расположен Змеиный, на остров иногда заносятся ужи, чему он обязан своим названием. В прилегающих к острову водах водятся 49 видов рыб и 6 видов крабов, из которых соответственно 3 и 4 вида внесены в Красную книгу Украины.

### Охрана природы
Указом президента Украины от 9 декабря 1998 года № 1341/98 «О территориях и объектах природно-заповедного фонда общегосударственного значения» создан общезоологический заказник общегосударственного значения «Остров Змеиный», в состав которого включена экологически ценная часть острова с прилегающей акваторией Чёрного моря. Общая площадь заказника составляет 232 га.
В 2006 году начальник управления охраны окружающей природной среды Одесской обладминистрации Виталий Примак сообщал, что на территории заказника планировалось за год построить завод по утилизации отходов. На водоотвод на острове из бюджета области было выделено не менее 1 млн гривен.

## История

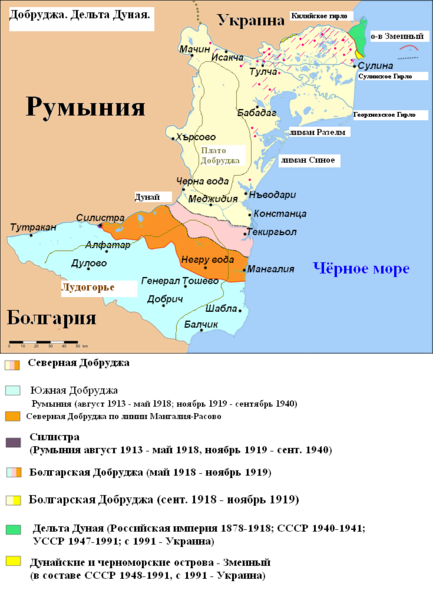
Добруджа и остров Змеиный в XX веке. Политическая география

### Древняя история
Согласно древнегреческой легенде, остров подняла со дна моря богиня Фетида для своего сына Ахилла.
Первое упоминание о Змеином встречается в сообщении Арктина, поэта середины VII века до н. э.: «Фетида, придя с музами и сёстрами, оплакивает сына; и после этого, похитив сына из огня, переносит его на Белый остров». Греки-ионийцы отождествляли остров с местопребыванием героя Ахилла после гибели под стенами Трои. Левка (др.-греч. Λευκή «белый», «светлый», «светлосияющий») — такое имя было дано острову греками. Иногда он упоминался также как «остров Ахилла» (Ἀχίλλεια νῆσος) или «остров блаженных» и к концу VII в. до н. э. уже прочно вошёл в представления греков об этой части Чёрного моря, в пользу чего говорят найденная на острове греческая керамика конца VII — начала VI вв. до н. э. и якоря того же времени, найденные в подводной части острова.
Археологические находки позволяют считать, что со второй четверти VI в. до н. э. Ахиллу посвящали первые приношения, а в III четверти этого же столетия был построен храм в ионическом стиле, который имел много общего с храмом Аполлона Дельфиния в Ольвии и храмом Афины в Милете. Рубеж VI—V вв. до н. э. стал периодом расцвета храма, так как этим периодом датируется большое количество керамики (расписной черно- и краснофигурной), принадлежащей известным мастерам-вазописцам: Эпиктету и Никосфену, Амазису, Мастосу, возможно Ольтосу и другим знаменитым школам художников. По сообщениям античных источников здесь существовал свой оракул. Святилищу приписывались некие лечебные свойства. Однако функционирование храма было сезонным, в осенне-зимний период навигация прекращалась. Уже в V в. до н. э. популярность храма становится столь широка, что Левке фигурирует в произведениях выдающихся поэтов и драматургов — Пиндара (Немезида, IV, 48—50): «Эант владеет отеческим Саламином, а Ахилл — светлым островом в Эвксинском море»; Еврипида (Андромаха, 1260—1262): «Ты увидишь любезнейшего тебе и мне сына Ахилла, обитающего в островном доме на Белом берегу внутри Эвксинского моря». В IV—III вв. до н. э. известность храма стала повсеместной. Сюда поступали приношения изо всех более или менее значительных полисов Понта Эвксинского и Средиземноморья. Среди городов, монеты которых были обнаружены на острове, преобладали причерноморские полисы, а Ольвия была представлена более чем 20 % нумизматического материала той эпохи. Именно Ольвией в честь Ахилла были учреждены календарные празднества (Ахиллеи), проводившиеся на Ахилловом дроме (Тендровской косе) и других местах. Отзвуки предположительного существования неких военных состязаний на самом острове Левке обнаруживают в сообщении Филострата (XIX, 16): «Приставшие к острову утверждают, что слыхали и конский топот, и звук оружия, и крик, какой поднимают на войне». Накапливавшиеся в святилище монеты и драгоценности привлекали, не только поклонявшихся Ахиллу, но и пиратов: примерно в 330—320 гг. до н. э. храм подвергся нападению пиратов и был разграблен, тем не менее некий неизвестный гражданин Ольвии сумел выгнать пиратов с острова и храм продолжил своё функционирование. Усиление натиска варварских племён привело к тому, что Ольвия к середине II в. до н. э. попала под власть скифов. Здесь началась чеканка монет с титулом и портретом Скилура. Также не позднее II в. до н. э. в Добрудже образовалось Скифское государство, т. н. «Малая Скифия», цари которой стали выпускать в западнопонтийских городах свою монету. Монеты царей Канита и Гелия попадали и на остров Левке. С конца II в. до н. э. в истории северных и западных берегов Чёрного моря резко возросло значение державы Митридата VI Евпатора. Херсонес и Ольвия стали его союзниками, а с начала I в. до н. э. он стал господствовать на западном Понте. Ольвийских монетных находок на Левке этого времени очень мало, как мало и монет Понтийского государства. Однако, здесь же на острове обнаружена гемма с изображением звезды и полумесяца — эмблемы самого Митридата. Сопоставление таких, казалось бы противоречащих друг другу, фактов раскрывается, тем не менее, благодаря поэме Овидия «Ибис». В одном из стихов (329—330) поэт высказывает пожелание врагу остаться нагим на Ахилловой земле, как некогда Леней с амастрийских берегов. Что, по мнению А. В. Подосинова, могло означать то, что за некие провинности правитель Амастрии, входившей в состав Понтийского царства, был сослан своим тестем Митридатом (отцом многих дочерей) в ссылку на остров Ахилла, где и погиб от голода и холода. Вероятно, в это время святилище пришло в упадок и остров использовали для ссылки неугодных людей. Эту историю, связанную с Левке, Овидий узнал, скорее всего в Томнее, где он также пребывал в ссылке с 9 по 18 гг. н. э. Начало новой эры было сложным временем для всех античных городов северо-западного Понта. Ольвия и Истрия были разрушены войсками Бурабисты, как и «остальные города по левому берегу Понта вплоть до Апполонии» (Дион Хрисостом, XXXVI , 4). Эти перипетии не могли не сказаться на судьбе острова Левке, постепенно терявшего своё значение как центра поклонения Ахиллу, хотя сам культ героя продолжал оставаться одним из главных в Ольвии. Дион Хрисостом, который посетил Ольвию, скорее всего около 95 г. н. э. писал, что Ольвия, хоть и отстроилась, но не имеет того вида и величия, что были ранее (до гетского разгрома). Жители, тем не менее, Ахилла «чрезвычайно чтут, построили ему один храм на так называемом Ахилловом острове, а другой в самом городе» (XXXVI, II, 48). Таким образом, можно констатировать, что по крайней мере до конца I в. н. э. центр поклонения Ахиллу находился на Белом острове под протекторатом Ольвии.
Относительная стабилизация обстановки в I в. н. э. в значительной степени объяснялась усилением в Северо-Западном Причерноморье влиянии Римской империи. В орбиту внимания римлян попал и остров Левке, на котором обнаружены керамика этого времени, монеты республики и империи, начиная с Августа. Пребывание римских войск на Левке зафиксировано находками клейм на черепице, геммами с легионными значками с изображением орлов, значительным количеством краснолаковой керамики. С конца I — начала II вв. резко возросло количество монет на острове, Левке стал служить одним из форпостов Римской империи на подступах к Северному Причерноморью. Он как бы замыкал линию нижнедунайского лимеса, служил удобной стоянкой кораблей и являлся связующим звеном между такими крупными базами флота, как Новиодунум и Херсонес. И все же, несмотря на различные сложности исторического характера, военную дислокацию, существование святилища Ахилла на Левке продолжалось, о чём свидетельствует многочисленный археологический материал. Однако обращает на себя внимание резкое снижение количества (до 3 %) общего числа монет Ольвии времени Антонинов (96—192 гг.), тогда как число монет западнопонтийских городов в этот и последующие периоды неизменно велико. Это указывает на то, что начало установления власти над островом греческих городов в римской провинции Нижняя Мезия относится к рубежу I и II вв.
Ольвия вынуждена была учредить новый центр поклонения Ахиллу. Такое место нашлось неподалёку — Борисфен (Березань), остров, имевший давнюю, ещё с архаических времён, традицию поклонения богу—герою. Сделано это было, вероятнее всего, в противовес западнопонтийскому «Понтарху», захватившему власть над столь престижным культовым центром Левке, который, тем не менее, продолжал оставаться важным религиозным и военно-стратегическим пунктом. Так, пребывание на нём гарнизона V Македонского легиона продлилось, вероятно, до 166 г., после которого легион покинул Нижнюю Мезию. Стоянка флота могла существовать и позднее, по крайней мере, до середины III в., когда варвары предприняли мощный натиск не только на суше, но и на море. После императора Галлиена (конец правления 268 г.) количество нумизматического материала явно уменьшилось. И затем, несмотря на победы римлян, значение острова продолжило падать, а распространение новых религий уменьшило и количество приношений в святилище языческого бога-героя. Монеты римских императоров IV—V вв. исчисляются единичными экземплярами на каждое правление. Последним из правителей Рима, чей чекан обнаружен на Лавке, был Гонорий (395—423 гг.). После распада империи и окончательного утверждения христианства остров, вероятно, окончательно утратил своё религиозное значение. Правда, здесь были обнаружены монеты Византии: Анастасия (491—518 гг.), Юстина I (518—527) , Юстиниана I (527—565) (30), что отражало походы византийских кораблей. Константинополь держал под своим контролем и морские торговые пути, проходившие, как обычно, через остров. На это указывают как упомянутые монеты VI в., так и перечеканенный фоллис Ираклия (610—641 гг.). Посещение Левке кораблями подтверждает и амфора V—VII вв., обнаруженная в акватории острова.
После этого периода в истории острова наблюдается длительный разрыв, который не отражён ни в письменных источниках, ни в археологических памятниках.
Военная экспедиция Святослава и война (совместно с болгарами) против Византии (967—971 гг.) происходили в непосредственной близости от острова, но несомненно, что тот активно использовался обеими сторонами конфликта. На острове при раскопках было обнаружено значительное количество керамики, покрытой волнистым прочерченным орнаментом, характерным для посуды IX—XII вв. После ухода Святослава из Болгарии византийцы сообщили печенегам о его продвижении, и тот был убит у днепровских порогов. Болгария также не смогла удержать свою самостоятельность, и Добруджа была возвращена в состав Византийской империи, где в XI—XII веках существовала особая фема Паристрион или Парадунавон. Византийские корабли вновь получили возможность подходить к острову — здесь обнаружены монеты императоров Константина X Дуки (1059—1067 гг.) , Романа IV Диогена (1068—1071) и наконец, электровый аспр Мануила Комнина (1143—1180). Всё это указывает на то, что остров неподалёку от устья Дуная постоянно находился в зоне активных исторических событий и тесно был связан с политическими устремлениями в этом районе как кочевого и полуоседлого населения степи, так и Византии, Болгарии и Руси.

### Османская эпоха
Первое упоминание острова в средневековых письменных документах относится к середине XIII в. В итальянском портолане «Compasso de navigare», составленном в Пизе в 1250—1265 гг. и частично дополненном в 1296 году, он называется Filoxia «Филоксия» и помещён на расстоянии 30 миль от Сулинского гирла Дуная. С тех пор остров отмечается практически на всех картах и портоланах XIII—XVII вв., где он носит название Фидиниси, Фидонис, Фудонис или Фуднис. Древнейшая из них принадлежит П. Весконте и датируется 1313 г., а остров нанесён под названием Фидоникси. Известны также три греческих портолана, причём один из них, изданный в 1573 году, переведён с итальянского оригинала середины XIV в.. В них остров именуется Фидониси — «Змеиный остров». Вероятно, это название послужило производным для всех других написаний и было заимствовано у греческого населения приморских городов ещё в период существования Византийской империи.
После падения Константинополя в 1453 году и превращения Чёрного моря в «турецкое озеро», моряки Османской империи, несомненно, включали остров в маршруты своих передвижений по Чёрному морю (по-турецки «Кара-дениз») — на нём найдены монеты Турции, Крымского ханства (Гази—Гирей, 1588—1607 гг.). Восприняли турки у византийцев и название острова. Вот как его описывает знаменитый путешественник XVII в. Г. Л. де Боплан, хотя сам тут вряд ли бывавший: «За 2 лье от гирла Дуная находится низкий остров до 2 лье в окружности, где также есть пресная вода. Турки называют его Иланада, то есть остров змей».
После вхождения Украины в состав Русского государства активизировались походы Запорожских казаков против Турции. Их возглавляли известные атаманы И. Сирко, С. Палий. Во время русско-турецкой войны 1768—1774 гг. запорожцы совершили ряд морских походов на Дунай. Вполне вероятно, что именно во время этих нападений казаки оставили на острове Змеином две надписи. На одном камне, вероятно надгробии, помещено: «Григорий Попович Зинковский, Ануприй Попович». На другом было вырезано: «Кто будет на сем месте, попомните Бога за меня грешного».
В 1775 году остров впервые попал в поле зрения профессионалов-картографов России. Он упоминается в рукописном «Атласе Чёрного и Азовского морей» П. В. Пустошкина.
Остров упоминается в «Фаусте» И. В. Гёте (Фауст о Елене):

Она и не пример для нас.

Ведь удалось Ахиллу в Ферах,

Как, верно, ведомо тебе,

С ней жить вне наших рамок серых,

Вне времени, назло судьбе!
— Перевод: Борис Пастернак
3 (14) июля 1788 у острова, тогда называвшегося Фидониси, произошло морское сражение, в котором российский флот одержал победу.
После победы Российской империи в Русско-турецкой войне 1828—1829 годов Змеиный отошёл к России.

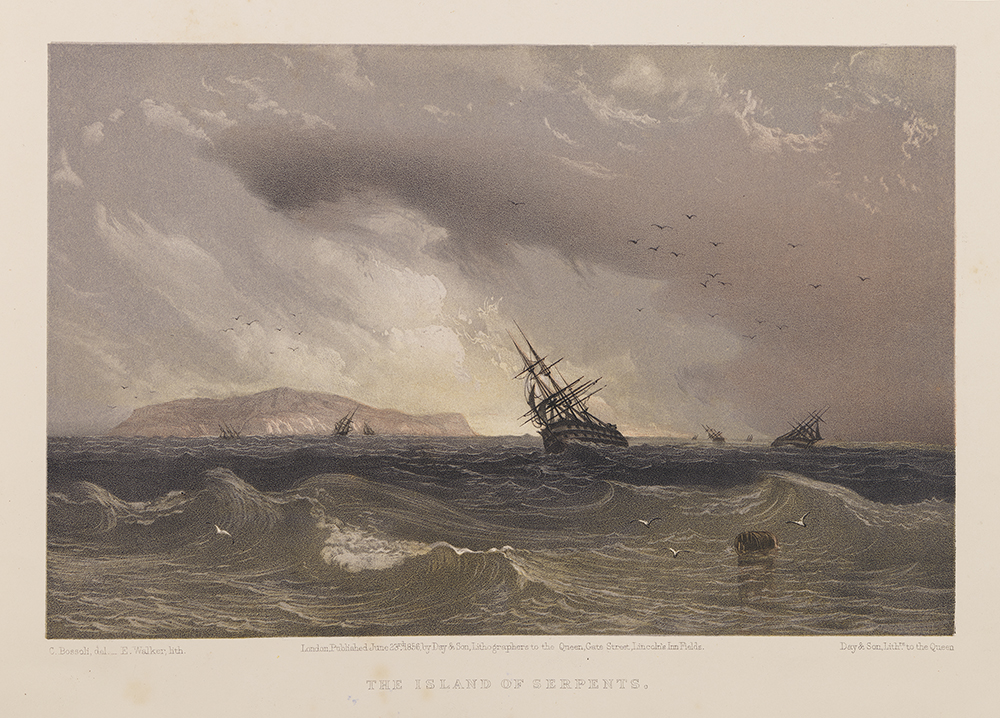
Карло Боссоли, «The Island of Serpents»

В 1840—1842 годах живописец Карло Боссоли объехал весь Крымский полуостров и сделал множество рисунков, которые были изданы в виде альбома цветных литографий («The Beautiful Scenery and Chief Places of Interest throughout the Crimea») в Лондоне в 1856 году. Среди прочих была картина «Остров Змеиный» («The Island of Serpents»).
После поражения России в Крымской войне Змеиный был возвращён Турции, а после Русско-турецкой войны 1877-78 годов стал владением Румынии, на нём был размещён дисциплинарный батальон румынской армии.

### Вторая мировая война
Во время Второй мировой войны в апреле 1944 года на Змеиный был высажен десант Черноморского флота, и румынский гарнизон сдался без боя. По дипломатическому соглашению, подписанному Николаем Шутовым (от СССР) и Эдуардом Мезинческу (от Румынии), остров Змеиный с 23 мая 1948 года перешёл в состав СССР.

### Послевоенное время
В 1956 году на острове была размещена радиолокационная рота ПВО, а также радиотехнический взвод береговой системы наблюдения ВМФ СССР. В 1980-х годах на шельфе около Змеиного были обнаружены значительные месторождения нефти и природного газа. Впоследствии это стало причиной новых претензий со стороны Румынии в адрес независимой Украины и требований о новом разграничении территориальных вод.
В 2002 году кабинет министров Украины утвердил программу хозяйственной деятельности на острове Змеиный до 2006 года. В рамках программы остров был передан Килийскому району Одесской области, а также частично демилитаризован (выведено радиотехническое подразделение и демонтирован радар). На острове были сооружены причал для судов с осадкой до 8 метров, волнорез, несколько хозяйственных сооружений, были посажены деревья. Строится причал для малотоннажного флота. В перспективе запланировано открытие туристического и дайвинг-центров, а также создание регулярного паромного сообщения с Килией. На Змеином открыты почта, филиал банка «РайффайзенБанкАваль», ретранслятор мобильной связи. В 2003 году на острове была создана научно-исследовательская станция «Остров Змеиный», на которой постоянно работают учёные Одесского национального университета имени И. И. Мечникова.
В начале 2007 года расположенный на острове жилой комплекс получил официальный статус посёлка (посёлок Белое, укр. Біле) в составе Килийского района. Этот шаг вызвал протест румынской стороны.

### Разграничение шельфа между Украиной и Румынией

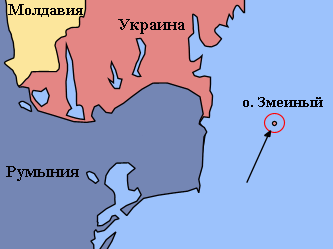

16 сентября 2004 года Румыния подала меморандум в Международный суд ООН с вопросом о разграничении континентального шельфа в данном районе. 3 февраля 2009 года Международный суд в Гааге единогласно принял компромиссное решение по морской границе между странами. Суд признал Змеиный островом, на чём настаивал Киев (румынская сторона утверждала, что это не более чем большая скала). С другой стороны, суд не признал претензии Украины, что расположение острова существенно влияет на морскую границу между странами, и, по словам румынских представителей, они в своих территориальных претензиях остались «на 80 % удовлетворены». В результате Змеиный остался в статусе украинской территории, а суд сам провёл морскую границу между двумя государствами, с чем согласились и Киев, и Бухарест.
Из общей площади шельфа в 12 тысяч квадратных километров Румыния получила 9700 квадратных километров (79,34 % акватории).

### Российское вторжение
24 февраля 2022 года в ходе российского вторжения Украина утратила контроль над островом Змеиный, как заявили в Госпогранслужбе Украины. Первоначально МВД Украины было объявлено, что после отказа сложить оружие 13 пограничников, находившихся на острове и составлявшие пограничный гарнизон, были уничтожены корабельным артогнём. По данным Минобороны РФ, 82 украинских военнослужащих (пограничники, а также подразделение 35-й отдельной бригады морской пехоты Вооружённых сил Украины) сдались без сопротивления. В операции по захвату острова участвовали ракетный крейсер «Москва» и патрульный корабль «Василий Быков» Черноморского флота ВМФ РФ. 28 февраля ВМС ВСУ признали, что все 13 военнослужащих гарнизона острова Змеиный, которые ранее были объявлены погибшими, живы и находятся в плену у российских вооружённых сил.
26 февраля у берегов острова силами Черноморского флота ВМФ РФ было захвачено гражданское спасательное судно «Сапфир», державшее курс на остров с гуманитарной миссией. Судно было отконвоировано в порт Севастополя. После инцидента ВМФ РФ закрыл северо-западный район акватории Чёрного моря «с целью проведения контртеррористической операции».
Ночью 30 июня Вооруженные силы Украины нанесли удар по острову Змеиный, после чего российские военные покинули остров и отступили. В свою очередь Минобороны РФ заявила о выводе остатков гарнизона с острова «в качестве жеста доброй воли», ВСУ в свою очередь сообщают о том, что отступление ВС РФ с острова связано с понесёнными ими существенными потерями. Позже ВСУ опубликовали видео обстрела острова, на котором, как утверждается, запечатлено уничтожение российского ЗРК Панцирь-С1.

#### Стратегическое значение
Остров имеет большое стратегическое значение.
Военное
Остров находится на расстоянии 45 км от побережья Румынии — члена НАТО. По мнению британских и румынских военных аналитиков, установка на Змеином зенитных комплексов С-300 будет угрожать не только Одессе, но всему южному флангу обороны НАТО.
Экономическое
Остров расположен вблизи устья Дуная, отделяющего Румынию от Украины. Несколько южнее расположен румынский порт Констанца, принимающий контейнеровозы, которые не могут из-за войны заходить в Одессу. Кроме того, регион острова богат запасами нефти и природного газа.

## Галерея

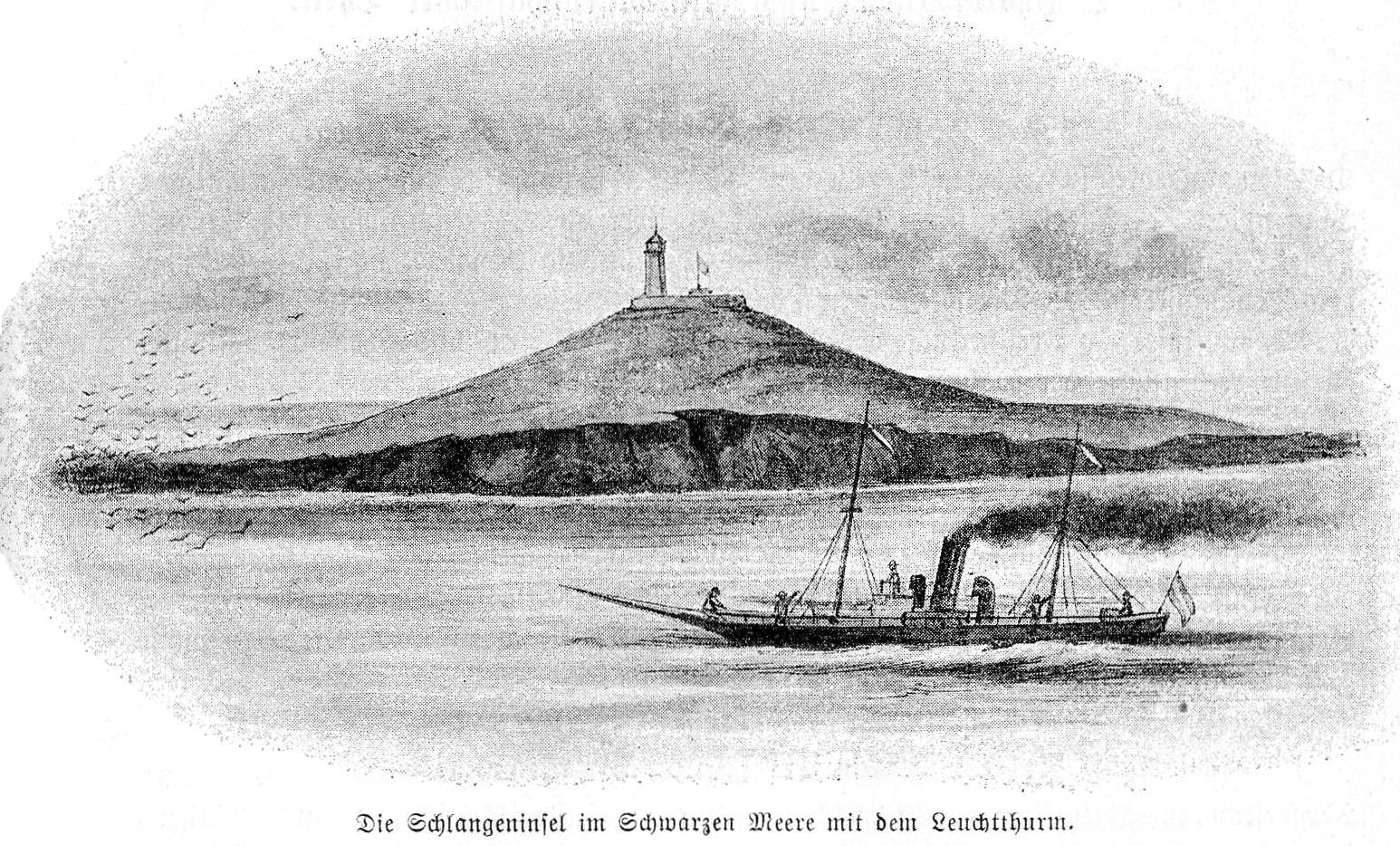
Остров Змеиный в 1896 году
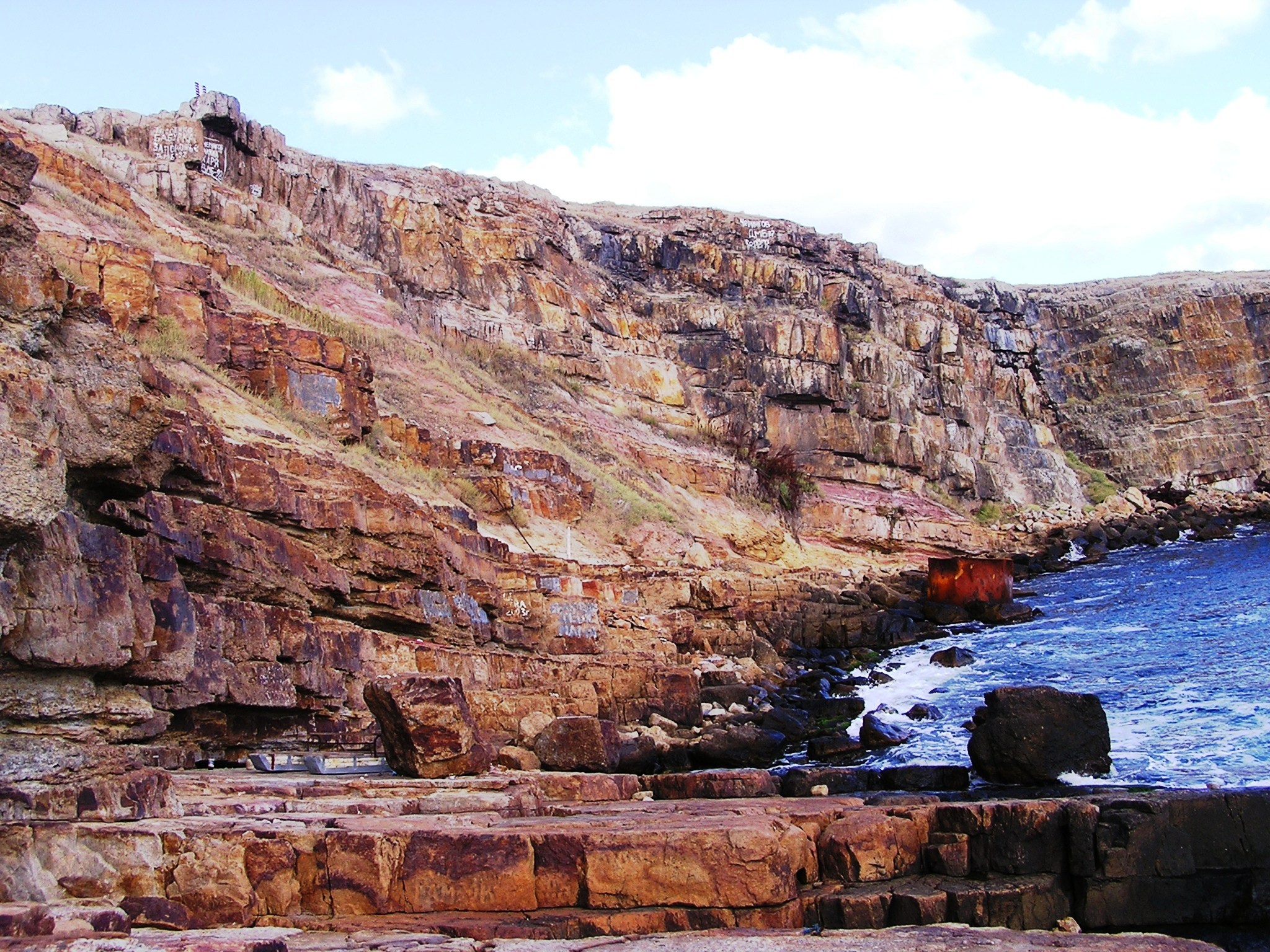
Береговые скалы
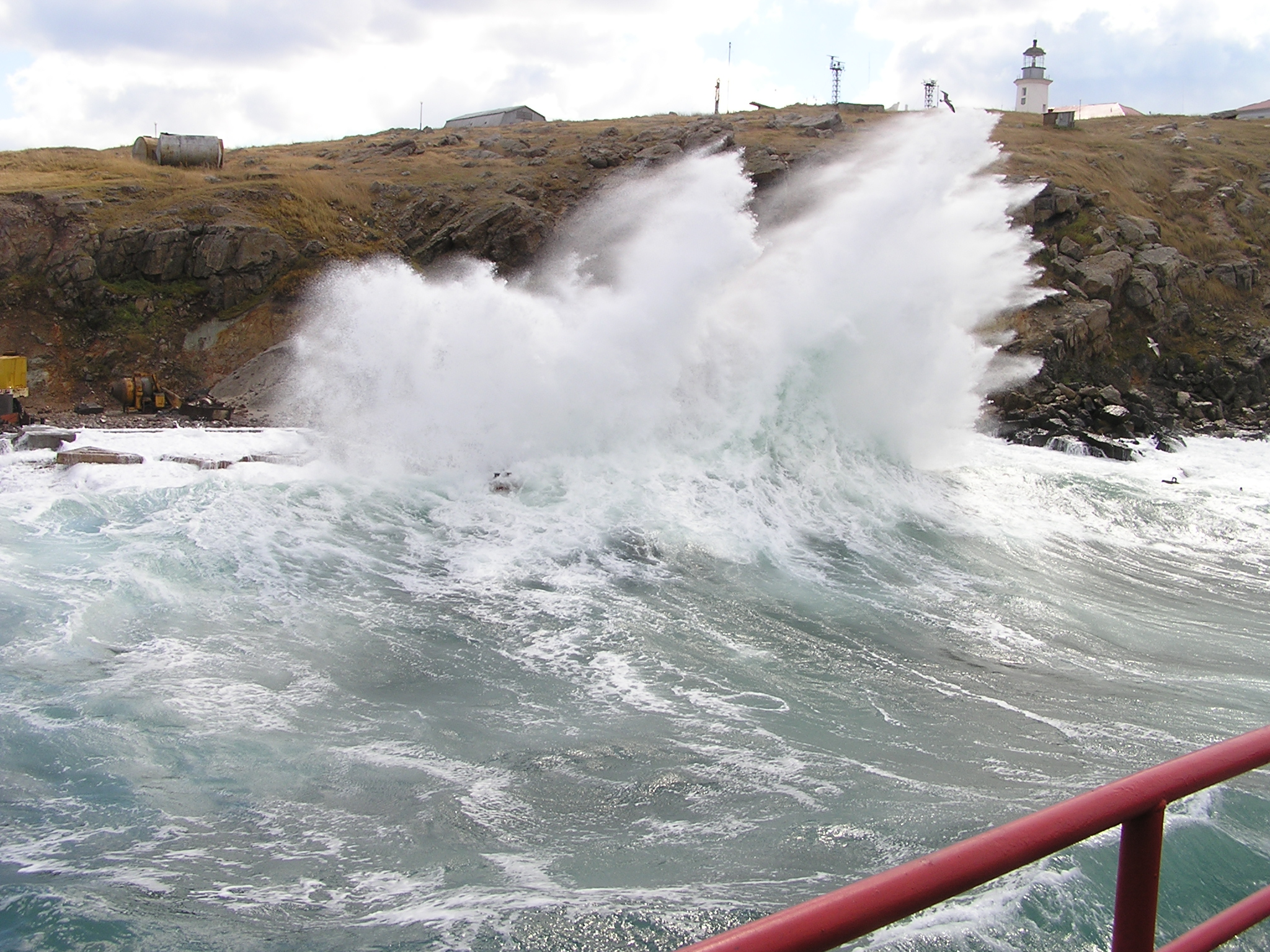
Берег острова
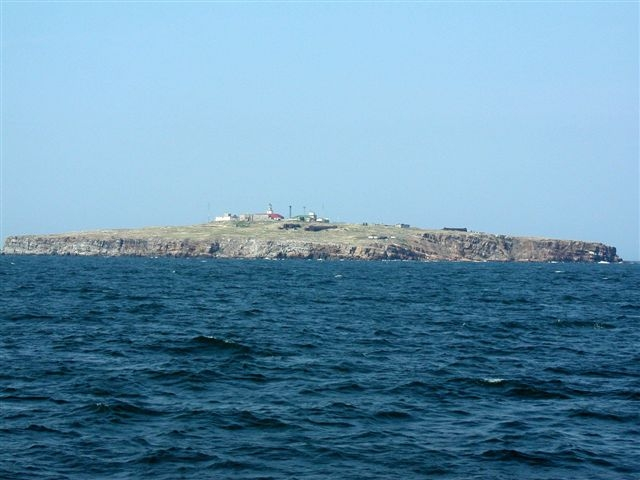
Вид на остров

## Топографические карты
- Лист карты L-36-97 остров  Змеиный. Масштаб: 1 : 100 000. Состояние местности на 1979 год. Издание 1983 г.
- Лист карты L-36-В. Масштаб: 1 : 500 000. Указать дату выпуска/состояния местности.